# BMW Série 3 (E21)
O BMW E21 é a primeira geração do BMW Série 3, uma linha de automóveis do segmento D. O E21 foi produzido de junho de 1975 a dezembro de 1983 e substituiu o BMW Série 02. A série foi produzida exclusivamente em um estilo de carroceria sedã de duas portas (além de conversíveis de 2 portas feitos pela Baur). Ao contrário de seu antecessor, uma carroceria 'Touring' com uma tampa traseira inclinada não era mais oferecida.
Os modelos iniciais foram produzidos com motores a gasolina de quatro cilindros carburados de 1,6 L, 1,8 L e 2,0 L. A injeção eletrônica foi introduzida no final de 1975 no 320i – mas em 1977, um motor de 6 cilindros em linha carburado substituiu os modelos 320 e 320i, enquanto uma versão desregulada da injeção de quatro cilindros foi colocada à venda nos Estados Unidos. Em 1978, a série 3 recebeu seu primeiro seis cilindros com injeção eletrônica no 323i como um modelo de desempenho emblemático; e em 1981, um 1,6 L desregulado de ponta inferior foi oferecido no 315.
O estilo de carroceria conversível, fabricado pela Baur, foi produzido de 1978 a 1981, com todos os motores disponíveis.
Não houve um modelo BMW M3 para a geração E21, mas vários modelos de edição limitada foram produzidos com base no modelo com o maior motor, o 323i de seis cilindros.
O E21 foi substituído pelo Série 3 E30 em 1982.